# Locnville
I Locnville sono un duo elettrorap sudafricano, formato dai fratelli gemelli Andrew e Brian Chaplin a Città del Capo, nel 2009.
Nel febbraio 2010 il gruppo incide l'album Sun in My Pocket, che sale subito al primo posto nella classifica sudafricana e dal quale vengono estratti tre singoli: Sun in My Pocket, 6 Second Poison e There.
I Locnville hanno vinto il premio di miglior esordiente con Sun in My Pocket negli MK Awards 2010 (il corrispettivo sudafricano degli statunitensi MTV Awards).
La canzone Sun in My Pocket è inclusa nella colonna sonora del videogioco Fifa 11.

## Storia del gruppo
Andrew e Brian Chaplin sono fratelli gemelli identici nati a New York negli Stati Uniti il 14 maggio 1990 dal chitarrista Spencer Chaplin e dall'attrice americana Pam Eichner. All'età di due anni si trasferirono in Città del Capo, in Sudafrica, dove la famiglia viveva insieme ai genitori fino a quando nel 1997 non avvenne il divorzio dei genitori. Andrew e Brian scoprirono la loro passione per la musica all'età di sei anni quando ricevettero le loro prime due chitarre. I gemelli poi iniziarono a passare settimane alterne con entrambi i genitori. Successivamente tornarono indietro negli Stati Uniti nel 2001 con la madre e, infine nel 2003, tornarono di nuovo in Sudafrica per vivere con il padre. I gemelli affermano di essere stati influenzati soprattutto dai Pink Floyd e degli Oasis; la loro famiglia era abbastanza musicalmente orientata e pertanto avevano ereditato il senso del ritmo e della melodia sin dall'infanzia.

### Gli esordi III (2007-2009)
I due gemelli iniziarono ad esibirsi in occasione di alcuni eventi a Città del Capo e non ci volle molto prima che fossero scoperti dal produttore sudafricano Gabi Le Roux che li introdusse a Khayelitsha da un'artista di nome Dato Phike. Infatti subito i due gemelli e Phike Dato creano il trio musicale chiamato III (Tre).
Il 27 agosto 2007, i III, pubblicarono il loro album di debutto che comprendeva dodici tracce, dal titolo What They Say, in un'applicazione di cellulari sudafricani basati su sistema di social network chiamato MXit. Sono stati il primo gruppo in Sud Africa ad essere ascoltati come musica in questo formato. L'album infatti ebbe un buon successo vendendo oltre 500 000 copie in patria. Il gruppo poi si sciolse e, poco dopo, Andrew e Brian Chaplin continuarono il loro progetto ma con il nome di Locnville.

### Sun In My Pocket (2009-2010)
Dopo tre mesi di produzione pre-e post da Deon Phyfer tra cui due settimane di registrazione, mixaggio e mastering Studios LMX a Città del Capo il loro album di debutto, Sun In My Pocket è stato originariamente pubblicato su un formato di download musicale nel novembre 2009. Il formato CD di Sun In My Pocket è stato successivamente pubblicato in Sudafrica nel febbraio 2010 dopo essere stato rimasterizzato in Gran Bretagna.
Nel gennaio 2010, il duo scatenò un grande interesse per molte etichette discografiche internazionali. Nel maggio 2010 annunciarono che Locnville avevano firmato un accordo mondiale con la Sony Music International.
Nel mese di settembre del 2010, i gemelli hanno visitato il Regno Unito dove hanno incontrato i loro fan e hanno lavorato sui loro materiali. Il singolo Sun in My Pocket ha ottenuto molto successo in Europa e Stati Uniti. Un altro pezzo singolo di successo sempre dell'album fu 6 Second Poison.

### Running To Midnight (2011 - presente)
Il 1º luglio 2011, i Locnville hanno pubblicato il loro secondo album in studio intitolato Running To Midnight. I fratelli hanno iniziato un ufficiale "conto alla rovescia 1-100 giorno", una mossa fatta per creare un hype verso l'accumulo della pubblicazione e che ha ottenuto molto successo online. Il nuovo album è stato scritto e registrato per oltre 9 mesi in Città del Capo, e negli Stati Uniti, e nello stesso momento promuovono il loro album di debutto in tutta Europa.

## Discografia
- 2010 – The Sun in My Pocket
- 2011 – Running to Midnight